# Liste der Monuments historiques in Mâlain
Die Liste der Monuments historiques in Mâlain führt die Monuments historiques in der französischen Gemeinde Mâlain auf.

## Liste der Immobilien
| Bezeichnung    | Beschreibung                                                               | Standort                             | Kennzeichnung | Schutzstatus           | Datum     | Bild           |
| -------------- | -------------------------------------------------------------------------- | ------------------------------------ | ------------- | ---------------------- | --------- | -------------- |
| Mediolanum     | gallo-römische Siedlung, 1. Jahrhundert v. Chr. bis 3. Jahrhundert n. Chr. | südlich und östlich des Ortes (Lage) | PA00112785    | Inscrit Classé Inscrit | 1992 2016 | weitere Bilder |
| Kirchhofskreuz | Stein, 16. Jahrhundert                                                     | Rue Maurice Béné (Lage)              | PA00112519    | Classé                 | 1938      | weitere Bilder |

## Liste der Objekte
| Bezeichnung                                          | Beschreibung                                                             | Standort                         | Kennzeichnung | Schutzstatus | Datum | Bild |
| ---------------------------------------------------- | ------------------------------------------------------------------------ | -------------------------------- | ------------- | ------------ | ----- | ---- |
| Gemälde Christus und die Samariterin                 | Ölfarbe auf Leinwand, 17. Jahrhundert; nach Annibale Carracci            | in der Kirche St-Valérien (Lage) | PM21000855    | Classé       | 1962  |      |
| Cippus                                               | als Sockel des Friedhofskreuzes zweitverwendet; Kalkstein, gallo-römisch | auf dem Friedhof (Lage)          | PM21001401    | Classé       | 1913  |      |
| Zwei Gemälde: Heiliger Josef und Johannes der Täufer | Ölfarbe auf Leinwand, 18. Jahrhundert                                    | in der Kirche St-Valérien (Lage) | PM21003208    | Classé       | 1962  |      |